# هیتوشی اوکینو
هیتوشی اوکینو (انگلیسی: Hitoshi Okino; ۱۹ مارس ۱۹۵۹ – ۱۱ سپتامبر ۲۰۰۹) بازیکن فوتبال اهل ژاپن بود.